# Coppa Iberica (rugby a 15)
La Coppa Iberica (in portoghese Taça Ibérica; in spagnolo Copa Ibérica) è una competizione di rugby a 15 ispano-portoghese per squadre di club; nella sua versione più recente, in vigore dal 2013, si disputa in gara unica tra la squadra campione di Portogallo e quella campione di Spagna.
Dalla citata edizione del 2013 la coppa si tiene a fine dicembre o inizio gennaio e vale per le squadre campioni della stagione precedente.
Istituita nel 1965, si è svolta con diverse formule e ha subito varie interruzioni.
Al 2021 si è tenuta 41 volte e i club con il maggior numero di trofei sono, a pari merito, gli spagnoli El Salvador e Valladolid con 5 vittorie ciascuno.
Quest'ultimo è anche detentore del trofeo, avendo vinto l'edizione 2020-21 per la propria quarta vittoria consecutiva.
Le vittorie di squadre dalla Spagna sono 25, quelle dal Portogallo 16.

## Storia
La manifestazione nacque nel 1965 ma non ebbe mai un corso regolare: infatti nelle prime 7 edizioni, tenutesi fino al 1971, si svolse con la formula della final four tra due squadre spagnole (tra il 1965 e il 1970 la vincitrice e la finalista della Coppa del Re, nel 1971 la squadra campione di Spagna e la vincitrice della Coppa del Re) e due portoghesi (la squadra campione del Portogallo e la vincitrice della Coppa nazionale).
La competizione rimase non disputata per 12 anni finché nel 1983 fu riproposta con una nuova formula, che prevedeva che in gara unica a fine anno si incontrassero le due squadre campioni in carica dei due Paesi.
Fino al 2006, negli anni pari la competizione fu ospitata dalla concorrente portoghese, in quelli dispari da quella spagnola.
La prima edizione con tale formula fu disputata in Spagna in casa del Valencia che ospitò il CDU Lisbona il quale si aggiudicò l'incontro e la Coppa.
Nel 2007 si tornò alla formula della final four disputatasi a Lisbona, con le squadre campioni di Spagna e Portogallo che in semifinale affrontarono le seconde classificate del campionato limitrofo.
A contendersi la vittoria furono le due compagini portoghesi di Agronomia e GD Direito.
Tale edizione della Coppa Iberica si svolse dopo la Coppa del Mondo di rugby 2007 cui il Portogallo aveva preso parte; sulla scia di tale risultato si sfruttò l'esigenza di una competizione professionistica per istituire una lega a franchise sul modello dell'allora Celtic League che trovò l'appoggio di Canal+ per la copertura televisiva; tale nuova lega, la Super Ibérica, che vide la luce nel 2008, provocò l'abbandono della competizione che in tale anno non fu disputata; si tentò una nuova formula nel 2009, in concomitanza con la prima edizione della Super Ibérica, a otto squadre, le migliori quattro dei due campionati, che ricevette l'avallo di Rugby Europe ma che fu osteggiata da quei club spagnoli come El Salvador e CRC Pozuelo che avevano investito pesantemente nella Super Ibérica.
A quel punto anche tre su quattro dei club portoghesi interessati alla nuova formula, che avrebbe dovuto assumere la denominazione internazionale di Iberian Rugby Cup, si ritirarono e la competizione entrò di nuovo nel limbo, salvo essere ripresa nuovamente nel 2012 con l'organizzazione di una gara unica, da tenersi il 6 gennaio 2013, tra CDU Lisbona e Valladolid, campioni nazionali rispettivamente portoghese e spagnolo.
Tale è, al 2017, la formula vigente anche se è di tale anno uno studio per rivedere il regolamento per allargare la competizione a sei squadre, tre per Paese, benché non favorevolmente accolto da alcune compagini che preferiscono prepararsi per il torneo di qualificazione alla European Challenge Cup oppure non sono attrezzate per gestire più competizioni.
Al 2021 campione uscente è il Valladolid, vincitore di quattro edizioni consecutive e, grazie a tale striscia, in testa al palmarès con cinque vittorie al pari dei concittadini El Salvador.

### Coppa Iberica femminile
Dal 2017 si tiene anche l'edizione femminile della Coppa Iberica.
La prima edizione, disputatasi nella città del rugby di Valle de las Cañas a Pozuelo de Alarcón (Comunità di Madrid) il 26 novembre, vide la vittoria delle rugbiste di casa dell'Olímpico de Pozuelo contro le portoghesi dello Sporting Lisbona per 27-15.

## Albo d'oro
| Formato a final four           | Formato a final four | Formato a final four  | Formato a final four              | Formato a final four | Formato a final four | Formato a final four             | Formato a final four             |
| Edizione                       | Edizione             | Sede                  | Date                              | Vincitore            | Secondo              | Terzo                            | Quarto                           |
| ------------------------------ | -------------------- | --------------------- | --------------------------------- | -------------------- | -------------------- | -------------------------------- | -------------------------------- |
| 1ª                             | 1965                 | Madrid                | 26-28 febbraio 1965               | Canoe                | CDU Lisbona          | Belenenses                       | Santboiana                       |
| 2ª                             | 1966                 | Lisbona               | 18-19 febbraio 1966               | BUC                  | Barcellona           | CDU Lisbona                      | Belenenses                       |
| 3ª                             | 1967                 | Barcellona            | 17-19 febbraio 1967               | Canoe                | CDU Lisbona          | BUC                              | Académica                        |
| 4ª                             | 1968                 | Coimbra               | 1º-3 febbraio 1968                | Cisneros             | CDU Lisbona          | Académica                        | Santboiana                       |
| 5ª                             | 1969                 | San Sebastián         | 14-16 febbraio 1969               | CA San Sebastián     | CDU Lisbona          | Benfica                          | Barcellona                       |
| 6ª                             | 1970                 | Lisbona               | 27 febbraio - 1º marzo 1970       | Barcellona           | Cisneros             | CDU Lisbona                      | Académica                        |
| 7ª                             | 1971                 | Madrid                | 26-28 febbraio 1971               | Benfica              | Canoe                | Técnico                          | CA San Sebastián                 |
| Formato a gara unica           |                      |                       |                                   |                      |                      |                                  |                                  |
| Edizione                       | Edizione             | Sede                  | Data                              | Vincitore            | Finalista            | Dettagli                         | Dettagli                         |
| 8ª                             | 1983-84              | Valencia              | 10 dicembre 1983                  | CDU Lisbona          | Valencia             | Valencia — CDU Lisbona 3-13      | Valencia — CDU Lisbona 3-13      |
| 9ª                             | 1984-85              | Lisbona               | 8 dicembre 1984                   | CDU Lisbona          | Santboiana           | CDU Lisbona — Santboiana 32-9    | CDU Lisbona — Santboiana 32-9    |
| 10ª                            | 1985-86              | Madrid                | 14 dicembre 1985                  | Cisneros             | CDU Lisbona          | Cisneros — CDU Lisbona 13-10     | Cisneros — CDU Lisbona 13-10     |
| 11ª                            | 1986-87              | Lisbona               | 6 dicembre 1986                   | Benfica              | Arquitectura         | Benfica — Arquitectura 21-16     | Benfica — Arquitectura 21-16     |
| 12ª                            | 1987-88              | Sant Boi de Llobregat | 3 gennaio 1988                    | Santboiana           | Cascais              | Santboiana — Cascais 23-16       | Santboiana — Cascais 23-16       |
| 13ª                            | 1988-89              | Lisbona               | 4 dicembre 1988                   | Benfica              | Arquitectura         | Benfica — Arquitectura 25-4      | Benfica — Arquitectura 25-4      |
| 14ª                            | 1989-90              | Barcellona            | 9 dicembre 1989                   | Santboiana           | CDU Lisbona          | Santboiana — CDU Lisbona 13-6    | Santboiana — CDU Lisbona 13-6    |
| 15ª                            | 1990-91              | Lisbona               | 8 dicembre 1990                   | Arquitectura         | CDU Lisbona          | CDU Lisbona — Arquitectura 16-25 | CDU Lisbona — Arquitectura 16-25 |
| 16ª                            | 1991-92              | Valladolid            | 8 dicembre 1991                   | El Salvador          | Benfica              | El Salvador — Benfica 13-0       | El Salvador — Benfica 13-0       |
| 17ª                            | 1992-93              | Cascais               | 6 dicembre 1992                   | Cascais              | Ciencias             | Cascais — Ciencias 12-11         | Cascais — Ciencias 12-11         |
| 18ª                            | 1993-94              | Getxo                 | 19 dicembre 1993                  | Cascais              | Getxo                | Getxo — Cascais 19-21            | Getxo — Cascais 19-21            |
| 19ª                            | 1994-95              | Cascais               | 8 dicembre 1994                   | Ciencias             | Cascais              | Cascais — Ciencias 14-31         | Cascais — Ciencias 14-31         |
| 20ª                            | 1995-96              | Madrid                | 9 dicembre 1995                   | Arquitectura         | Cascais              | Arquitectura — Cascais 18-16     | Arquitectura — Cascais 18-16     |
| 21ª                            | 1996-97              | Lisbona               | 28 dicembre 1996                  | Cascais              | Santboiana           | Cascais — Santboiana 14-9        | Cascais — Santboiana 14-9        |
| 22ª                            | 1997-98              | Sant Boi de Llobregat | 28 dicembre 1997                  | Académica            | Santboiana           | Santboiana — Académica 8-15      | Santboiana — Académica 8-15      |
| 23ª                            | 1998-99              | Lisbona               | 27 dicembre 1998                  | El Salvador          | Técnico              | Técnico — El Salvador 15-29      | Técnico — El Salvador 15-29      |
| 24ª                            | 1999-2000            | Valladolid            | 28 novembre 1999                  | GD Direito           | Valladolid           | Valladolid — Direito 16-20       | Valladolid — Direito 16-20       |
| 25ª                            | 2000-01              | Lisbona               | 9 dicembre 2000                   | Canoe                | GD Direito           | Direito — Canoe 11-26            | Direito — Canoe 11-26            |
| 26ª                            | 2001-02              | Valladolid            | 29 dicembre 2001                  | Benfica              | Valladolid           | Valladolid — Benfica 16-19       | Valladolid — Benfica 16-19       |
| 27ª                            | 2002-03              | Lisbona               | 28 dicembre 2002                  | GD Direito           | Alcobendas           | Direito — Alcobendas 24-18       | Direito — Alcobendas 24-18       |
| 28ª                            | 2003-04              | Valladolid            | 28 dicembre 2003                  | El Salvador          | Belenenses           | El Salvador — Belenenses 40-34   | El Salvador — Belenenses 40-34   |
| 29ª                            | 2004-05              | Coimbra               | 4 giugno 2005                     | El Salvador          | Académica            | Academica — El Salvador 0-32     | Academica — El Salvador 0-32     |
| 30ª                            | 2005-06              | Sant Boi de Llobregat | 26 novembre 2005                  | Santboiana           | GD Direito           | Santboiana — Direito 26-20       | Santboiana — Direito 26-20       |
| 31ª                            | 2006-07              | Lisbona               | 16 dicembre 2006                  | Santboiana           | GD Direito           | Direito — Santboiana 16-22       | Direito — Santboiana 16-22       |
| Formato a eliminazione diretta |                      |                       |                                   |                      |                      |                                  |                                  |
| Edizione                       | Edizione             | Sede                  | Date                              | Vincitore            | Secondo              | Dettagli                         | Dettagli                         |
| 32ª                            | 2007-08              | Ajuda                 | 29 dicembre 2007 - 5 gennaio 2008 | Agronomia            | GD Direito           | Agronomia — Direito 26-13        | Agronomia — Direito 26-13        |
| Formato a gara unica           |                      |                       |                                   |                      |                      |                                  |                                  |
| Edizione                       | Edizione             | Sede                  | Data                              | Vincitore            | Finalista            | Dettagli                         | Dettagli                         |
| 33ª                            | 2012-13              | Valladolid            | 6 gennaio 2013                    | CDU Lisbona          | Valladolid           | Valladolid — CDU Lisbona 13-24   | Valladolid — CDU Lisbona 13-24   |
| 34ª                            | 2013-14              | Lisbona               | 28 dicembre 2013                  | GD Direito           | Valladolid           | Direito — Valladolid 41-11       | Direito — Valladolid 41-11       |
| 35ª                            | 2014-15              | Valladolid            | 28 dicembre 2014                  | Valladolid           | CDU Lisbona          | Valladolid — CDU Lisbona 32-8    | Valladolid — CDU Lisbona 32-8    |
| 36ª                            | 2015-16              | Oeiras                | 9 gennaio 2016                    | GD Direito           | Valladolid           | Direito — Valladolid 22-12       | Direito — Valladolid 22-12       |
| 37ª                            | 2016-17              | Valladolid            | 15 gennaio 2017                   | El Salvador          | GD Direito           | El Salvador — Direito 27-22      | El Salvador — Direito 27-22      |
| 38ª                            | 2017-18              | Lisbona               | 23 dicembre 2017                  | Valladolid           | CDU Lisbona          | CDU Lisbona — Valladolid 13-27   | CDU Lisbona — Valladolid 13-27   |
| 39ª                            | 2018-19              | Valladolid            | 29 dicembre 2018                  | Valladolid           | Belenenses           | Valladolid — Belenenses 34-25    | Valladolid — Belenenses 34-25    |
| 40ª                            | 2019-20              | Lisbona               | 28 dicembre 2019                  | Valladolid           | Agronomia            | Agronomia — Valladolid 27-28     | Agronomia — Valladolid 27-28     |
| 41ª                            | 2020-21              | Valladolid            | 27 dicembre 2020                  | Valladolid           | Belenenses           | Valladolid — Belenenses 19-13    | Valladolid — Belenenses 19-13    |
| 42ª                            | 2021-22              | Lisbona               | 3 aprile 2022                     | Valladolid           | Técnico              | Técnico — Valladolid 8-44        | Técnico — Valladolid 8-44        |

### Vittorie per club
| Vittorie         | Club         | Edizioni                                             |
| ---------------- | ------------ | ---------------------------------------------------- |
| 6                | Valladolid   | 2014-15, 2017-18, 2018-19, 2019-20, 2020-21, 2021-22 |
| 5                | El Salvador  | 1991-92, 1998-99, 2003-04, 2004-05, 2016-17          |
| 4                | Benfica      | 1971, 1986-87, 1988-89, 2001-02                      |
| 4                | GD Direito   | 1999-2000, 2002-03, 2013-14, 2015-16                 |
| 4                | Santboiana   | 1987-88, 1989-90, 2005-06, 2006-07                   |
| 3                | Canoe        | 1965, 1967, 2000-01                                  |
| 3                | Cascais      | 1992-93, 1993-94, 1996-97                            |
| 3                | CDU Lisbona  | 1983-84, 1984-85, 2012-13                            |
| 2                | Cisneros     | 1968, 1985-86                                        |
| 2                | Arquitectura | 1990-91, 1995-96                                     |
| 1                |              |                                                      |
| Académica        | 1997-98      |                                                      |
| Agronomia        | 2007-08      |                                                      |
| Barcellona       | 1970         |                                                      |
| BUC              | 1966         |                                                      |
| Ciencias         | 1994-95      |                                                      |
| CA San Sebastián | 1969         |                                                      |

### Vittorie per federazione
| Federazione | Vittorie | Club                 |
| ----------- | -------- | -------------------- |
| Spagna      | 26       | Valladolid (6)       |
| Spagna      | 26       | El Salvador (5)      |
| Spagna      | 26       | Santboiana (4)       |
| Spagna      | 26       | Canoe (3)            |
| Spagna      | 26       | Cisneros (2)         |
| Spagna      | 26       | Arquitectura (2)     |
| Spagna      | 26       | Barcellona (1)       |
| Spagna      | 26       | BUC (1)              |
| Spagna      | 26       | Ciencias (1)         |
| Spagna      | 26       | CA San Sebastián (1) |
| Portogallo  | 16       | Benfica (4)          |
| Portogallo  | 16       | GD Direito (4)       |
| Portogallo  | 16       | Cascais (3)          |
| Portogallo  | 16       | CDU Lisbona (3)      |
| Portogallo  | 16       | Académica (1)        |
| Portogallo  | 16       | Agronomia (1)        |